# Квінт Фабій Меммій Сіммах
Квінт Фабій Меммій Сіммах (лат. Quintus Fabius Memmius Symmachus; близько 383 — після 402) — політик, державний діяч часів Римської імперії, претор 401 року.

## Життєпис
Походив з впливового роду Авреліїв Сіммахів. Син відомого політика та консула 391 року Квінта Аврелія Сіммаха. Здобув гарну освіту, зокрема володів давньогрецькою мовою. У 393 році у віці 10 років став квестором. У 401 році отримав посаду претора. У 402 році після смерті батька провів ігри в його пам'ять. Після цього Меммій Сіммах присвятив себе виданню творів свого батька. Одружився з представницею роду Нікомахів Флавіанів. Інших відомомстей про Квінта Фабія Меммія не збереглося.  

## Родина
- Квінт Аврелій Сіммах, консул 446 року.